# Rösrath
Rösrath ist eine Stadt im Rheinisch-Bergischen Kreis in Nordrhein-Westfalen. Am 1. Januar 2001 erhielt Rösrath die Stadtrechte und ist damit die jüngste unter den bergischen Städten.
Im amtlichen Bildzeichen findet sich die Silhouette des Torhauses von Schloss Eulenbroich. Das Logo soll Rösrath als ein „Tor zum Bergischen Land“ symbolisieren.

## Geografie

### Lage

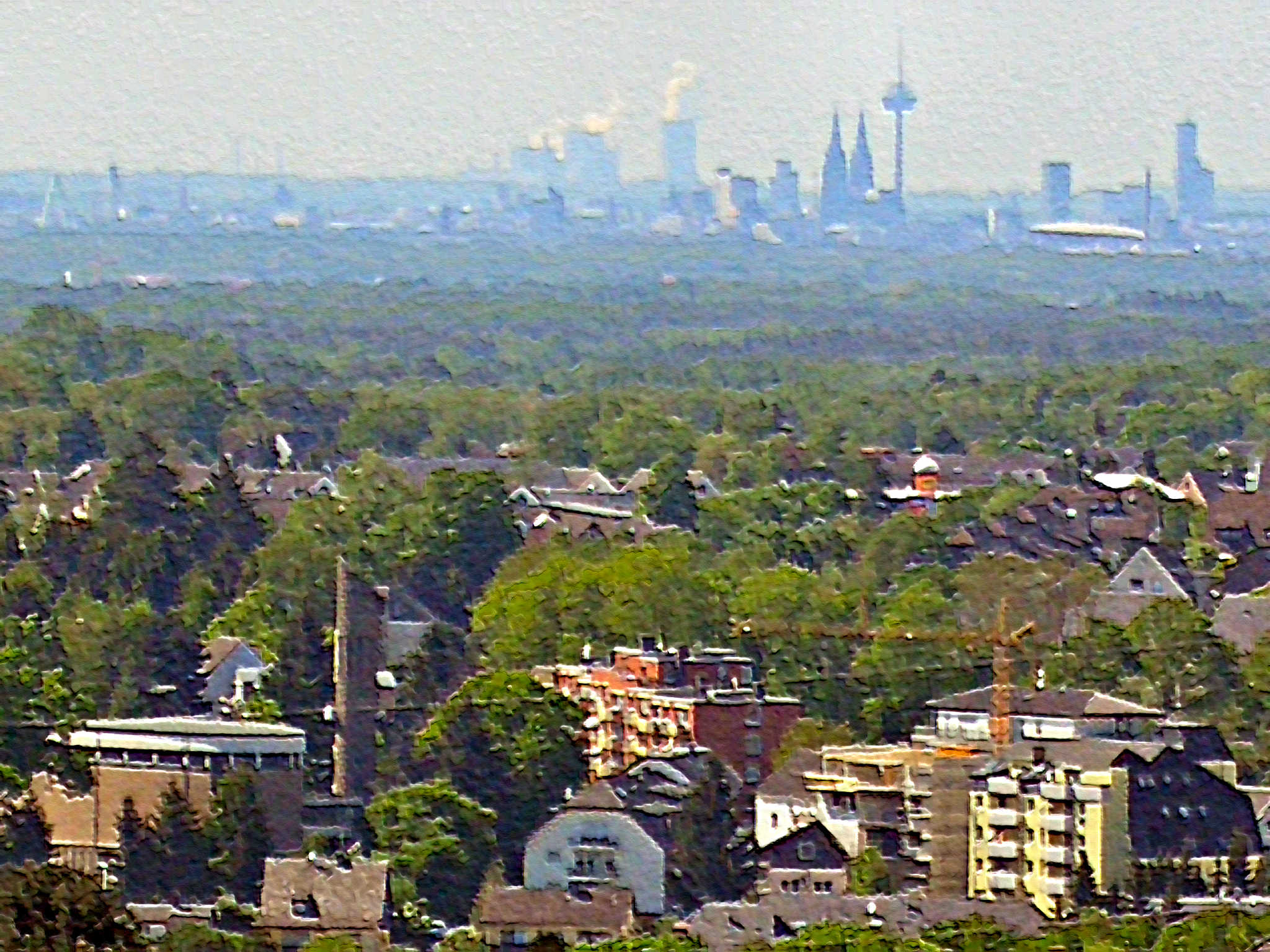
Ortsansicht

Rösrath grenzt unmittelbar an das Kölner Stadtgebiet. Durch den Ort fließt die Sülz, ein Nebenfluss der Agger. Der Waldanteil am Stadtgebiet beträgt 50 %. Die Stadt erstreckt sich teilweise auf die Naturschutzgebiete Königsforst und Wahner Heide. In der Wahner Heide liegt auch der niedrigste Punkt mit 71,1 m ü. NHN. Der Lüderich ist mit 260,2 m ü. NHN die höchste Erhebung. Bis 1978 wurde am Lüderich ein Bleizinkerzbergwerk betrieben. Schon zur Römerzeit wurden hier nachweislich Bleierze abgebaut und verhüttet.

### Nachbarstädte
An Rösrath grenzen (vom Norden im Uhrzeigersinn) der Stadtteil Bensberg der Kreisstadt Bergisch Gladbach, im Nordosten die Stadt Overath (beide Rheinisch-Bergischer Kreis), im Südosten die Stadt Lohmar, im Südwesten die Stadt Troisdorf (beide Rhein-Sieg-Kreis) sowie im Westen der Stadtteil Rath/Heumar der Stadt Köln.

### Stadtteile

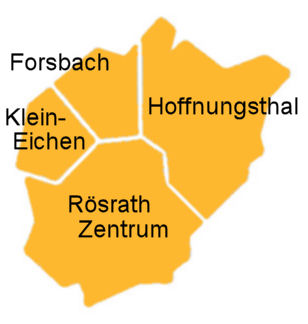
Stadtteile

| Stadtteil         | Fläche in km² | Flächenanteil |
| ----------------- | ------------- | ------------- |
| Rösrath (Zentrum) | 15,43         | 40 %          |
| Hoffnungsthal     | 12,94         | 33 %          |
| Forsbach          | 7,50          | 19 %          |
| Kleineichen       | 2,95          | 8 %           |

### Besondere Ortslagen
- Bleifeld liegt im Stadtteil Hoffnungsthal in unmittelbarer Nähe des ehemaligen Bergwerkgeländes der Grube Lüderich. Früher hatten die meisten Bewohner des Dorfes eine Beschäftigung im nahe gelegenen Bergbau. Mit dem Bau der Bahnstrecke Köln-Mülheim–Lindlar zu Beginn des 20. Jahrhunderts fanden viele Bleifelder Arbeit in Köln.
- Brand ist im zentralen Stadtteil Rösrath westlich der A 3 zu finden. Das Kinderdorf Stephansheide liegt unmittelbar am Rande der Wahner Heide. In der Stephanuskapelle ist eine Ausstellung zum Kriegsgefangenenlager „Hoffnungsthal“ untergebracht.
- Kupfersiefer Mühle ist ein Ortsteil von Rösrath südöstlich von Lüghausen

- Lehmbach ist ein Ortsteil im Stadtteil Hoffnungsthal. Es hatte seit 1943 einen Haltepunkt an der Bahnstrecke Köln-Mülheim–Lindlar.
- Lüghausen ist ein Ortsteil von Rösrath
- Menzlingen ist eine der ältesten Siedlungen von Rösrath und gilt als „geradezu klassisches Beispiel“   für eine dorfmäßig abgeschlossene Siedlungsweise,denn wie „in einem kleinen mittelalterlichen Städtchen kleben dort heute noch – wie schon zur Zeit des 30-jährigen Krieges – die Häuser dicht an dicht.“ Zur Zeit der Bergischen Kurfürsten war Menzlingen noch eine eigene Gemeinde und bis 1850 gehörte sie zum Kirchenbezirk Altenrath.
- Rambrücken ist ein Ortsteil im Zentrum von Rösrath.[3]
- Scharrenbroich ist ebenfalls im zentralen Stadtteil von Rösrath gelegen. In Scharrenbroich ist ein etwa 60 ha großes Gewerbegebiet mit Autobahnanschluss an die A 3 angesiedelt.
- Stöcken liegt oberhalb von Hoffnungsthal. Von hier reicht der Ausblick bei guter Sicht vom Siebengebirge, Bonn, Eifel über die Rheinebene nach Köln (mit Kölnarena und Dom) bis nach Leverkusen.
- Stümpen liegt im Stadtteil Rösrath. Neben den Bahnhöfen in Rösrath und Hoffnungsthal gibt es im Ortsteil Stümpen eine dritte Haltestelle der Regionalbahn RB 25 auf Rösrather Stadtgebiet.
- Schwiegelshohn war jahrhundertelang ein Hofgut an der Grenze zwischen den heutigen Städten Rösrath und Bergisch Gladbach.

### Flächen
| Nutzung                   | Fläche in km² | Flächenanteil |
| ------------------------- | ------------- | ------------- |
| Bauflächen                | 7,2           | 19 %          |
| Verkehrsflächen           | 2,4           | 6 %           |
| Grünflächen               | 0,5           | 1 %           |
| Landwirtschaft            | 8,5           | 22 %          |
| Wald                      | 18,4          | 47 %          |
| Sonstige Flächen          | 1,8           | 5 %           |
| Stadtgebiet, Gesamtfläche | 38,8          | 100 %         |

## Geschichte
Der älteste Siedlungsplatz von Rösrath liegt im Stadtteil Forsbach. Bei Ausgrabungen in der Gemarkung „Im Brendgen“ (heute: „Im Brändchen“) wurden 1937 neben zahlreichen mesolithischen Steinwerkzeugen (Mikrolithen) auch Pfostenlöcher gefunden, die auf eine mittelsteinzeitliche Besiedlung schließen lassen. Die ersten Siedlungsspuren finden sich also auf den Forsbacher Höhen. Erst später wurden die sumpfigen Sülzniederungen Volberg und Rösrath trockengelegt und besiedelt. Der Name Forsbach geht nicht auf einen Bach zurück, sondern ist vermutlich der missglückte Versuch, die alte Ortsbezeichnung Forsbich (Vo’eschbich) ins Hochdeutsche zu übersetzen. Die Silbe „bich“ bedeutet „Berg“. Forsbach wäre demnach der „vorderste Berg“.
Das heutige Hoffnungsthal wurde früher Volberg genannt. Die erste urkundliche Dokumentation von Vogelberhc (Volberg) findet sich im Prümer Urbar von 893, einem Güterverzeichnis der Abtei Prüm in der Eifel. Volberg gehörte politisch zum Herzogtum Berg und wurde nach Amtseinteilung der Bergischen Ämter ab 1460 von der Vogtei Lülsdorf verwaltet.
Der Name Hoffnungsthal geht zurück auf ein Hammerwerk mit der Bezeichnung Hoffnungsthaler Hammer. Aufgrund der hoffnungsvollen industriellen Entwicklung, die zu Beginn des 19. Jahrhunderts einsetzte und die der bitterarmen Sülztalbevölkerung Brot und Arbeit vermittelte, wurde Volberg in Hoffnungsthal umbenannt.

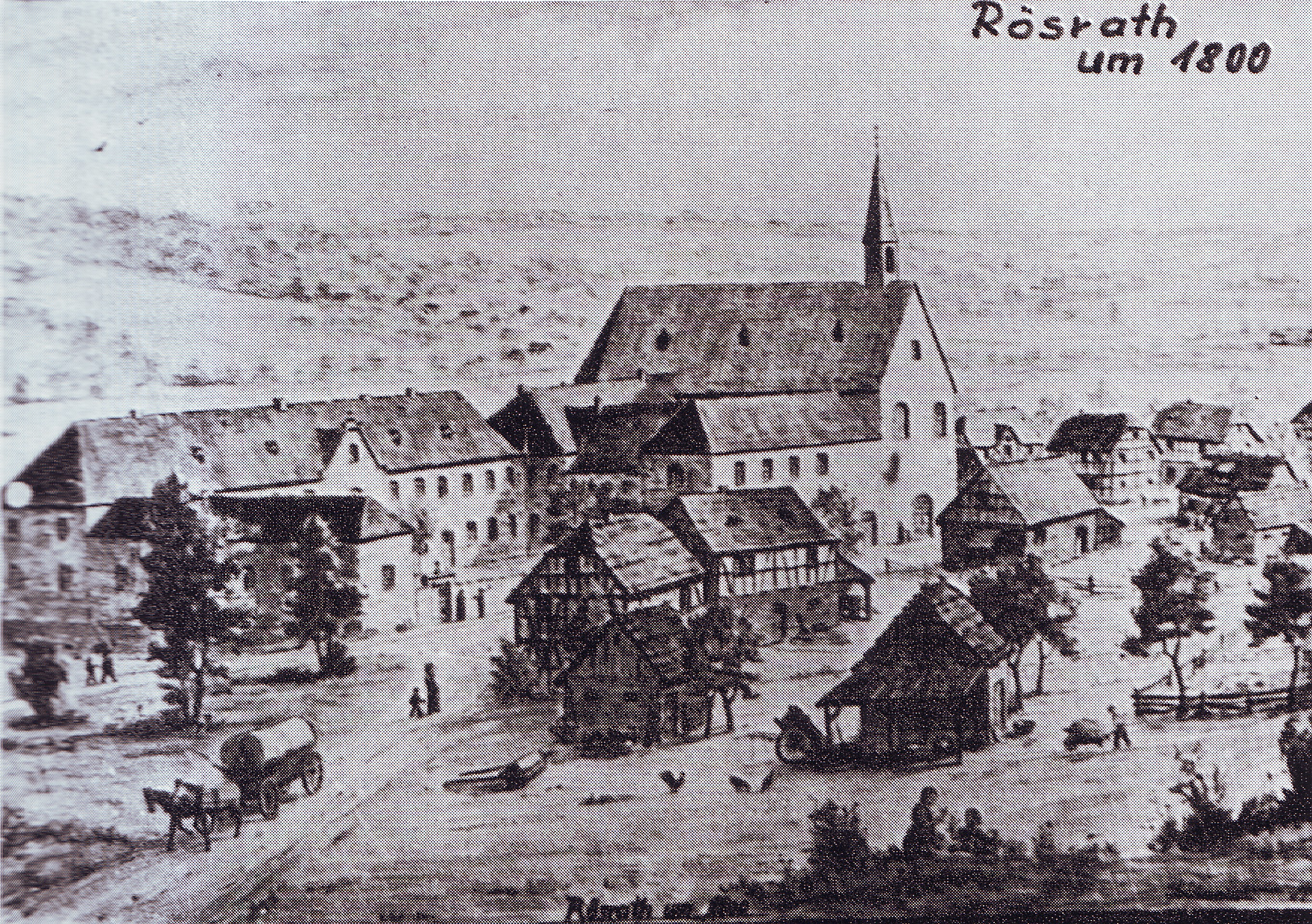
Stadtansicht um 1800, links die ehemaligen Klostergebäude

Ein Bunker in Hoffnungsthal kann als Relikt aus der Zeit des Zweiten Weltkrieges besichtigt werden. Im Kriegsgefangenenlager „Hoffnungsthal“ (heute: Rösrath-Stephansheide) waren 1940 zunächst französische und ab 1941 etwa 1200 polnische Kriegsgefangene untergebracht. Ein kleiner Friedhof am nahegelegenen Kalmusweiher erinnert an diese Zeit. Heutzutage findet sich auf dem ehemaligen Lagergelände das „Kinder- und Jugenddorf Stephansheide“ der Diakonie Michaelshoven. Kleineichen ist eine Waldsiedlung, die erst in den 1930er Jahren entstanden ist.
Rösrath wurde zum ersten Mal im Jahr 1356 erwähnt und umfasste zu dieser Zeit nur ein paar Höfe. Volberg ist also wesentlich älter als der für die Stadt namengebende Ortsteil Rösrath. Der Name Rösrath spiegelt die Entstehungsgeschichte des Ortes wider. Die Silbe „ros“ steht für ein feuchtes, sumpfiges Gelände. Die Endung „-rath“ deutet auf eine Rodung hin. So ist Rösrath wahrscheinlich eine durch Rodung entstandene Siedlung im ehemals sumpfigen Sülztal.
Rösrath gehörte zum Botenamt Volberg im Herzogtum Berg. Am 21. Dezember 1808 wurde die Munizipalität Rösrath eingerichtet, diese Verwaltungsstruktur nach französischem Vorbild ersetzte das bisherige Botenamt Volberg. Munizipaldirektor (Maire) wurde Franz Wilhelm Gammersbach. Sein Amtssitz war Haus Steeg in Rambrücken. Er verlegte seinen Amtssitz 1830 in das Haus Venauen und blieb als Bürgermeister noch bis Februar 1833 im Amt.
| Jahr |                                           |                                  |                           |                                 |                          |
| ---- | ----------------------------------------- | -------------------------------- | ------------------------- | ------------------------------- | ------------------------ |
| 1099 |                                           |                                  | Grafschaft Berg           |                                 | Heiliges Römisches Reich |
| 1380 | Herzogtum Berg                            |                                  |                           |                                 | Heiliges Römisches Reich |
| 1423 | Herzogtum Jülich-Berg                     |                                  |                           |                                 | Heiliges Römisches Reich |
| 1460 | Herzogtum Jülich-Berg                     | Botenamt Volberg/Vogtei Lülsdorf |                           |                                 | Heiliges Römisches Reich |
| 1500 | Niederrheinisch-Westfälischer Reichskreis | Botenamt Volberg/Vogtei Lülsdorf |                           |                                 | Heiliges Römisches Reich |
| 1795 | Niederrheinisch-Westfälischer Reichskreis | Botenamt Volberg/Vogtei Lülsdorf | Herzogtum Berg            |                                 |                          |
| 1806 | Großherzogtum Berg                        | Rheinbund                        | Französisches Kaiserreich |                                 |                          |
| 1808 | Großherzogtum Berg                        | Rheinbund                        | Französisches Kaiserreich | Arrondissement Mülheim am Rhein | Département Rhein        |
| 1813 |                                           |                                  | Generalgouvernement Berg  | Zentralverwaltungsdepartement   |                          |
| 1814 | Kreis Mülheim am Rhein                    |                                  | Generalgouvernement Berg  | Zentralverwaltungsdepartement   |                          |
| 1816 | Kreis Mülheim am Rhein                    | Regierungsbezirk Köln            | Provinz Jülich-Kleve-Berg | Königreich Preußen              |                          |
| 1822 | Kreis Mülheim am Rhein                    | Regierungsbezirk Köln            | Rheinprovinz              | Königreich Preußen              |                          |
| 1918 | Kreis Mülheim am Rhein                    | Regierungsbezirk Köln            | Rheinprovinz              | Freistaat Preußen               |                          |
| 1932 | Rheinisch-Bergischer Kreis                | Regierungsbezirk Köln            | Rheinprovinz              | Freistaat Preußen               |                          |
| 1945 | Rheinisch-Bergischer Kreis                | Regierungsbezirk Köln            | Nordrhein                 | Britische Besatzungszone        |                          |
| 1946 | Rheinisch-Bergischer Kreis                | Regierungsbezirk Köln            | Nordrhein-Westfalen       | Britische Besatzungszone        |                          |
| 1949 | Rheinisch-Bergischer Kreis                | Regierungsbezirk Köln            | Nordrhein-Westfalen       | Bundesrepublik Deutschland      |                          |

Von 1808 bis 1813 gehörte die Mairie Rösrath zum Kanton Bensberg im Arrondissement Mülheim am Rhein im Département Rhein im Großherzogtum Berg. 1813 bis 1815 gehörte Rösrath zum Generalgouvernement Berg und aus der Mairie Rösrath wurde die preußische Bürgermeisterei Rösrath. Seit 1816 gehört Rösrath zum Regierungsbezirk Köln und zum Kreis Mülheim am Rhein, seit 1932 zum Rheinisch-Bergischen Kreis.

### Ehemaliger Bergbau
In Rösrath wurde seit der Mitte des 19. Jahrhunderts Bergbau auf Buntmetallerze betrieben. Bei der Grube Hermannsfreude handelt es sich um ein höffiges Vorkommen. Bei den Bergwerken Grube Hermannsfreude I, Grube Mirabeau und Grube Theodore sind Betriebstätigkeiten nicht bekannt. Bei der Grube Rudolphus sollen 369 Zentner Kupfererze gefördert worden sein. Der größte und letzte Bergbau in Rösrath war die Grube Lüderich, die erst 1978 stillgelegt wurde.

### Einwohnerentwicklung
| Jahr | Einwohner |
| ---- | --------- |
| 1939 | 6.194     |
| 1950 | 11.154    |
| 1961 | 14.980    |
| 1970 | 18.886    |
| 1980 | 21.340    |

| Jahr | Einwohner |
| ---- | --------- |
| 1990 | 22.849    |
| 2000 | 26.330    |
| 2010 | 27.288    |
| 2017 | 28.666    |

## Religion

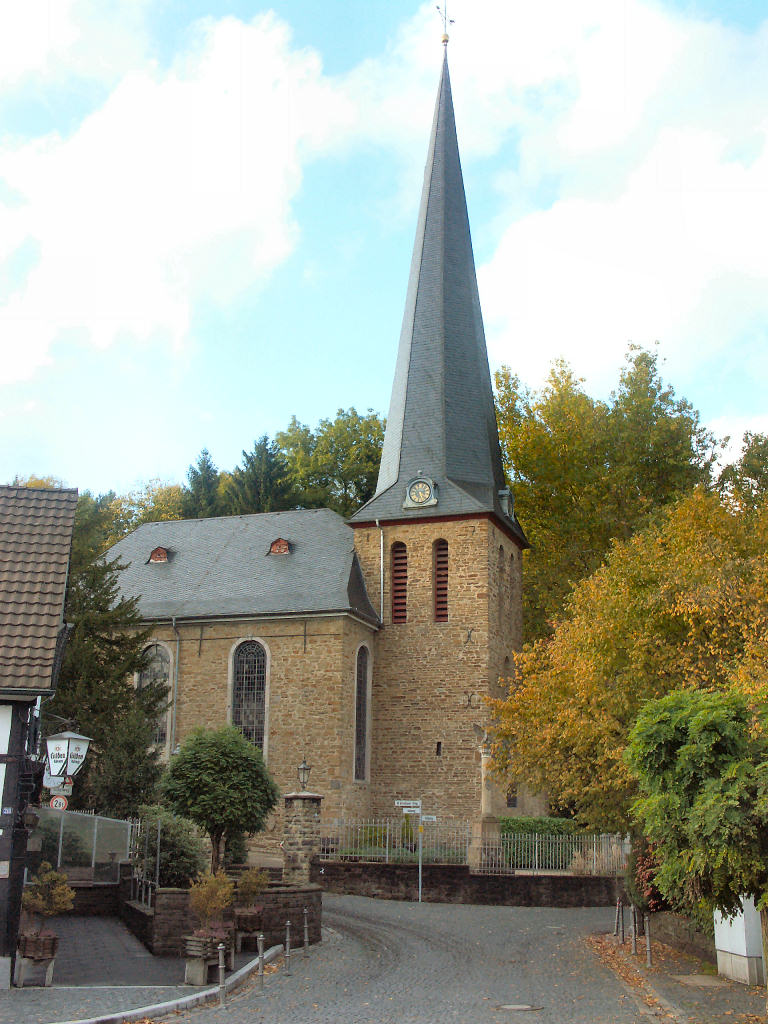
Evangelische Kirche Volberg

Augustiner-Eremiten begannen 1677 mit der Errichtung eines Klostergebäudes im Ortsteil Rösrath. Es folgten der Bau der Kirche St. Nikolaus von Tolentino, einer Schule und die Anlage eines Friedhofs. Während im Ortsteil Rösrath erst ab 1853 eine eigenständige katholische Pfarre dokumentiert ist, gab es in Volberg (im heutigen Hoffnungsthal) bereits 893 eine Eigenkirche  mit 11 Hufen, deren Abgaben an die Benediktinerabtei in Prüm im Prümer Urbar überliefert sind. Im 16. Jahrhundert wurde Volberg lutherisch, so wie auch die Nachbargemeinden Honrath, Seelscheid und Wahlscheid. Von dem romanischen Vorgängerbau der Evangelischen Kirche Volberg ist lediglich der Unterbau des Turmes und die Apsis erhalten geblieben. Die heutige Kirche mit einer Innenausstattung im „bergischem Aufbau“ als Kanzel-Orgel-Altar (Kanzel, Altar und Orgel übereinander arrangiert) geht zurück auf einen Neubau aus dem Jahre 1788.
Das Kloster der Augustiner-Eremiten wurde zum 1. Juli 1804 säkularisiert. Da es im Anschluss nahtlos zu einem der vier bergischen Zentral- und Sammelklöster wurde, blieb faktisch eine mönchische Gemeinschaft im Kloster bestehen, die hauptsächlich aus Augustinern und zwei Karmelitern aus dem Kloster Pützchen bestand. Damit war Rösrath das einzige bergische Sammelkloster, das bis ins Jahr 1831, als der letzte Mönch verstorben war, bestand.
Lange Zeit bestand eine konfessionelle Trennung zwischen dem katholischen Rösrath und dem protestantischen Volberg. 1956 wurde in Hoffnungsthal eine katholische Sankt-Servatius-Kirche eingeweiht. Durch den starken Bevölkerungszuwachs während und nach dem Zweiten Weltkrieg fanden viele Kriegsflüchtlinge in Hoffnungsthal eine neue Heimat. Dies führte schließlich zu der heutigen Mischung der Konfessionen. Erst 1967 wurde in Rösrath-Mitte die evangelische Versöhnungskirche eingeweiht.
Die 1992 gegründete Christliche Gemeinde Hoffnungsthal ist ein Zweig der Evangelischen Gesellschaft für Deutschland.
Im Ortsteil Forsbach war vor dem Zweiten Weltkrieg keine einheitliche Religionszugehörigkeit festzustellen. Die protestantischen Forsbacher besuchten die Volberger Kirche in Hoffnungsthal. Sie nutzten dabei den Kirchweg, eine Forsbacher Straßenbezeichnung, die sich bis heute erhalten hat. Auf der anderen Seite waren die katholischen Familien – eher eine Minderheit – der Rösrather Kirche St. Nikolaus von Tolentino zugewandt. 1956 wurde in Forsbach die evangelische Christuskirche errichtet. Die Katholiken feierten derweil ihre Gottesdienste in einer Not-Kapelle, die eine umgebaute Hühnerfarm war und deshalb im Volksmund auch „St. Kikeriki“ genannt wurde. Schließlich erhielten auch die Katholiken 1968 mit der Heilig-Geist-Kirche ein würdiges Gotteshaus. Aufgrund der ökumenischen Öffnung der katholischen Kirche (Dekret über den Ökumenismus) beim Zweiten Vatikanischen Konzil verzichtete man auf die Bezeichnung „St. Marien Kirche“. Um der ökumenischen Unterstützung in der Namengebung Ausdruck zu verleihen, benannte man die Kirche neben der evangelischen Christuskirche, nach der dritten Person Gottes, dem Heiligen Geist.
In Kleineichen wurde 1952 die katholische Kirche Heilige Familie errichtet. 1964 wurde dann die evangelische Kreuzkirche eingeweiht, ein pyramidenförmiger Kirchenbau, bei dem der Kirchenraum, die Glocken und alle Nebenräume unter einem Dach untergebracht sind.
Heute ist diese Kirche ein Kolumbarium.

## Politik

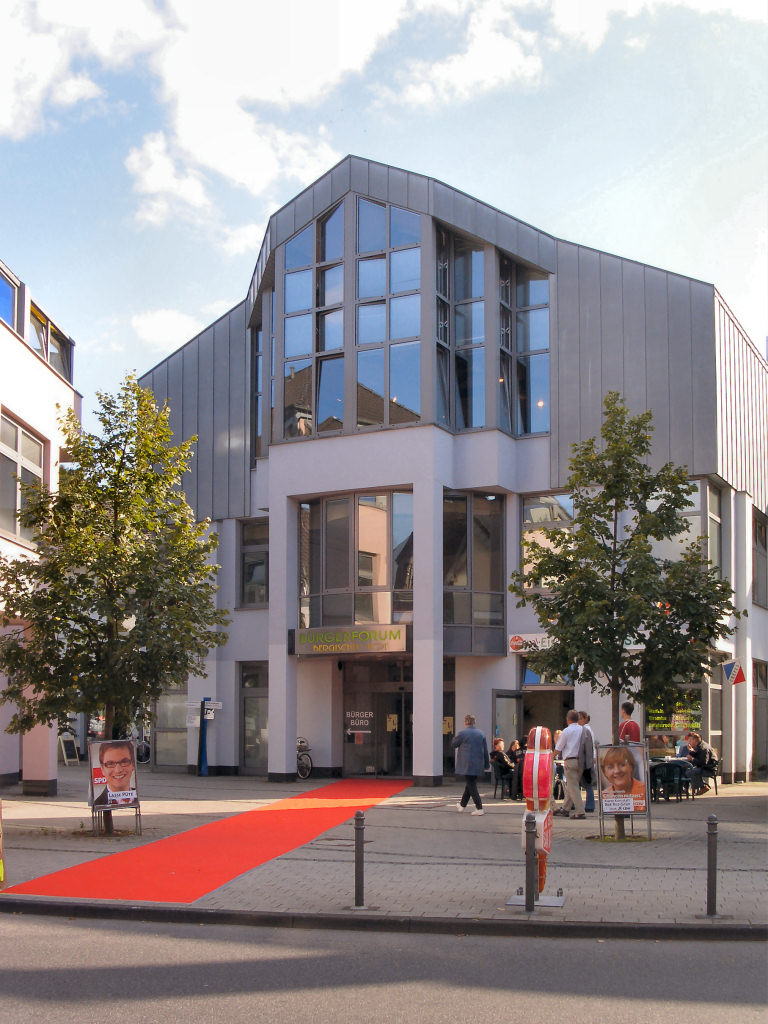
Bürgerforum und Stadtverwaltung in Hoffnungsthal

### Wahlergebnisse in Rösrath
| Partei         | Kom. 2020 | Kom. 2014 | EU 2014 | BT 2013 | LT 2012 | Lrat 2011 | LT 2010 | BT 2009 | Kom. 2009 | EU 2009 | BT 2005 | LT 2005 | EU 2004 |
| -------------- | --------- | --------- | ------- | ------- | ------- | --------- | ------- | ------- | --------- | ------- | ------- | ------- | ------- |
| CDU            | 31,33     | 35,70     | 33,06   | 40,33   | 22,69   | 45,4      | 33,6    | 31,2    | 36,4      | 35,1    | 32,5    | 44,3    | 40,2    |
| SPD            | 15,69     | 27,00     | 30,79   | 27,37   | 33,79   | 33,33     | 29,6    | 24,6    | 22,5      | 21,2    | 34,8    | 33,3    | 22,7    |
| B90/Grüne      | 23,94     | 14,02     | 12,82   | 10,03   | 16,21   | 13,76     | 16,9    | 12,6    | 15,2      | 16,9    | 10,5    | 8,8     | 16,9    |
| FDP            | 6,83      | 7,94      | 6,16    | 7,48    | 14,44   | –         | 9,3     | 20,2    | 12,8      | 16,8    | 15,6    | 9,6     | 12,2    |
| Die Linke      | 3,87      | 4,71      | 4,44    | 5,07    | 2,47    | 5,06      | 5,3     | 7,2     | 5,0       | 3,9     | 4,1     | 2,5     | 1,6     |
| AfD            | 4,39      | 5,66      | 7,63    | 5,48    | –       | –         | –       | –       | –         | –       | –       | –       | –       |
| ForsPark1      | 8,02      | –         | –       | –       | –       | –         | –       | –       | –         | –       | –       | –       | –       |
| WG ZLR2        | 4,33      | –         | –       | –       | –       | –         | –       | –       | –         | –       | –       | –       | –       |
| Einzelbewerber | 1,59      | –         | –       | –       | –       | –         | –       | –       | –         | –       | –       | –       | –       |
| BfR3           | –         | 2,90      | –       | –       | –       | –         | –       | –       | 4,3       | –       | –       | –       | –       |
| Piratenpartei  | –         | –         | 1,15    | 2,15    | 7,24    | –         | 1,25    | 1,5     | –         | 0,4     | –       | –       | –       |

1ForsPark: ForsPark Wählervereinigung 2WG ZLR: WählerGemeinschaft Zusammen Leben Rösrath 3BfR: Bürger für Rösrath

### Stadtrat
(Basis: Kommunalwahl am 13. September 2020)
- CDU 16 Sitze
- Grüne 12 Sitze
- SPD 8 Sitze
- FDP 4 Sitze
- ForsPark Wählervereinigung 4
- DIE LINKE. 2 Sitze
- AfD 2 Sitze
- Wählergemeinschaft Zusammen Leben Rösrath 2 Sitze

### Bürgermeisterin
Bürgermeisterin ist seit dem 1. November 2020 Bondina Schulze (Bündnis 90/Die Grünen).

### Wappen
| Wappen der Stadt Rösrath | Blasonierung: „Quergeteilter barocker Schild, im oberen weißen Feld ein wachender doppelschwänziger roter Löwe, blaubewehrt und blaugekrönt, im unteren grünen Feld ein weißes Jagdhorn mit goldenem Mundstück, Stürze und Tragriemen.“ |
| Wappen der Stadt Rösrath | Wappenbegründung: Das Stadtwappen geht zurück auf das Siegel des alten bergischen Landgerichts zu Volberg, zuständig für das Botenamt Volberg im Herzogtum Berg. Im oberen Teil des Wappens sieht man den roten Bergischen Löwen mit blauer Krone und Zunge sowie blauen Krallen, so wie er in vielen Wappen mit Bergischem Löwen enthalten ist. Ein Jagdhorn auf grünem Grund im unteren Teil des Wappens symbolisiert den Königsforst, ein beliebtes Jagdgebiet der Herzöge von Berg. |

### Städtepartnerschaften
Rösrath unterhält Städtepartnerschaften mit folgenden Orten:
- Veurne (Belgien, Westflandern), seit 1974
In Veurne gibt es einen Platz mit der Bezeichnung „Rösrath plein“.
- Chavenay (Frankreich, Département Yvelines), seit 1998
In Chavenay findet sich ein Platz mit der Bezeichnung „Place Rösrath“.
- Crespières (Frankreich, Département Yvelines), seit 1998
- Feucherolles (Frankreich, Département Yvelines), seit 1998
- Saint-Nom-la-Bretèche (Frankreich, Département Yvelines), seit 1998
In Saint-Nom-la-Bretèche gibt es eine Straßenbezeichnung „Allée de Rösrath“.

Die vier französischen Partnergemeinden liegen im Pays de Gallie, einer Landschaft westlich von Versailles bei Paris. Anlässlich des zehnjährigen Bestehens der Städtepartnerschaft mit dem Pays de Gallie wurde im Mai 2008 in Rösrath eine Pays-de-Gallie-Straße eingeweiht.

## Kultur und Sehenswürdigkeiten

### Alte Adelssitze und Häuser

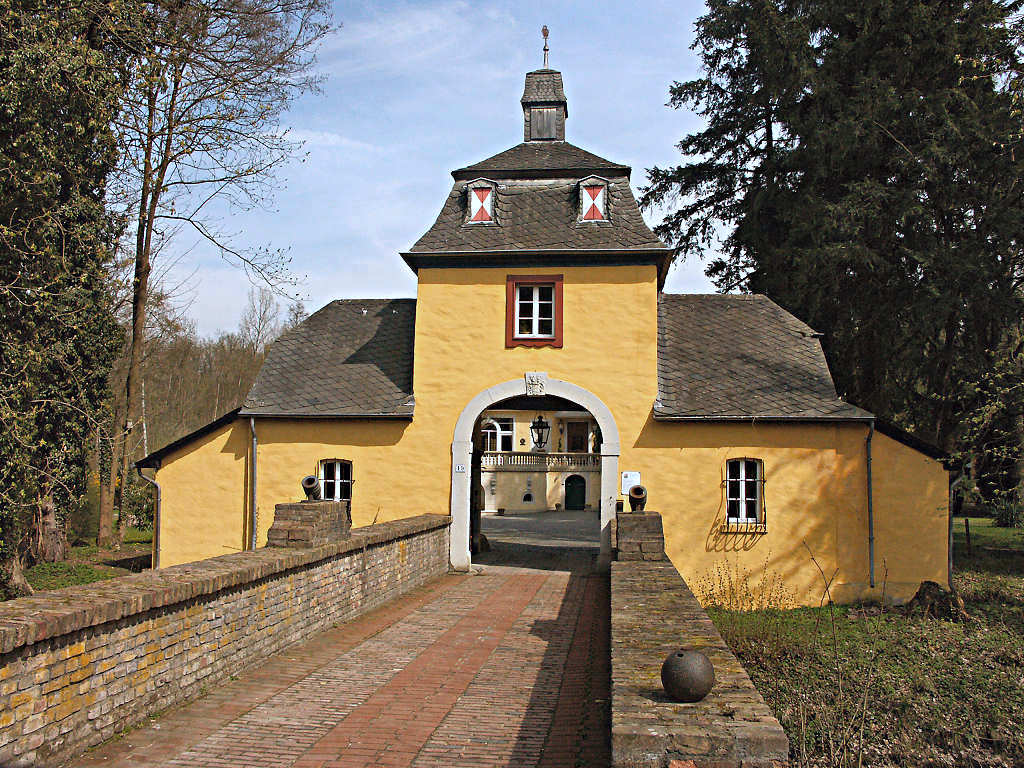
Rösrath, Schloss Eulenbroich, Torhaus

- An der Sülz entlang findet man etliche alte Rittersitze. Schloss Eulenbroich als die Gute Stube von Rösrath  liegt unmittelbar an einem Nebenarm der Sülz. Der ehemalige Adelssitz ist heutzutage für die Bürger zugänglich. Zahlreiche kulturelle Veranstaltungen, wie zum Beispiel Kunstausstellungen, Literaturlesungen oder Musikveranstaltungen  finden hier statt.
- Das Torhaus von Schloss Eulenbroich ist quasi das Wahrzeichen der Stadt. Dieses Rösrather Tor zum Bergischen Land wird unter anderem als Logo auf den Briefköpfen und Internetseiten der Stadt Rösrath verwendet.
- Das benachbarte Haus Venauen aus dem Jahre 1555 war von 1938 bis 1945 eine Gauschule der Nationalsozialistischen Volkswohlfahrt. Ab 1950 war auf dem Areal ein belgisches Internat und Gymnasium untergebracht. Nach dem Abzug der belgischen Streitkräfte 2003 gab es Planungen für einen Gewerbestandort und ein Altenpflegeheim. Der alte Kinosaal der Belgier soll sich zu einem Stadttheater entwickeln. Der Park von Haus Venauen soll für die Öffentlichkeit geöffnet werden.
- Haus Stade wird zum ersten Mal in einer Urkunde aus dem Jahre 1363 erwähnt. Das ehemalige Rittergut liegt in unmittelbarer Nähe zum Hoffnungsthaler Bahnhof. Die heutige Bausubstanz geht im Wesentlichen zurück auf einen Neubau um 1870. Der Rittersitz war ursprünglich von einem Wassergraben umgeben und mit großen Ländereien ausgestattet.
- Das Burghaus Scheltensülz zählt zu den ältesten Burghäusern des Bergischen Landes. Der Bau wird in das 15. Jahrhundert datiert. Das Haus war ursprünglich eine Wasserburg. Ein Keller wurde wegen der Lage in der feucht-sumpfigen Sülzniederung nicht angelegt. Das Bruchsteinmauerwerk hat im Erdgeschoss eine Stärke von 1,50 m. Die mittelalterliche Bausubstanz hat sich im Wesentlichen bis heute erhalten.
- Das Burghaus Hellenthal ist ein turmartiger, dreigeschossiger Bau und stammt aus dem 15./16. Jahrhundert. In unmittelbarer Nähe zum Burghaus Hellenthal befindet sich die St. Barbara-Kapelle. Die Heilige Barbara ist bekannt als Schutzpatronin der Bergleute. Nicht weit entfernt von der Kapelle findet sich der Berg Lüderich auf dem früher Bergbau betrieben wurde.
- Das Haus Sommerberg ist eine Einrichtung der Kinder-, Jugend-, Familien- und Behindertenhilfe.
- Das Baumhofshaus ist ein über 200 Jahre altes Fachwerkhaus, das von Overath-Untereschbach nach Hoffnungsthal transloziert wurde.

### Kulturelle Veranstaltungen
- Der örtliche Geschichtsverein, der seinen Sitz im Torhaus von Schloss Eulenbroich hat, richtet seit 1986 die Rösrather Literaturgespräche aus.
- Die Expedition Heimat ist eine Veranstaltung des Rheinisch-Bergischen Kreises, die seit 2008 an jedem zweiten Sonntag im September mit wechselnden Themen in allen acht Städten und Gemeinden stattfindet.
- Der Tag der Rheinisch-Bergischen Geschichte ist eine jährliche Veranstaltung des Rheinisch-Bergischen Kreises mit dem Ziel, die Geschichtskenntnisse und das Geschichtsbewusstsein der Bevölkerung zu verbessern. Die Veranstaltung fand 2011 in Rösrath statt.

### Karneval

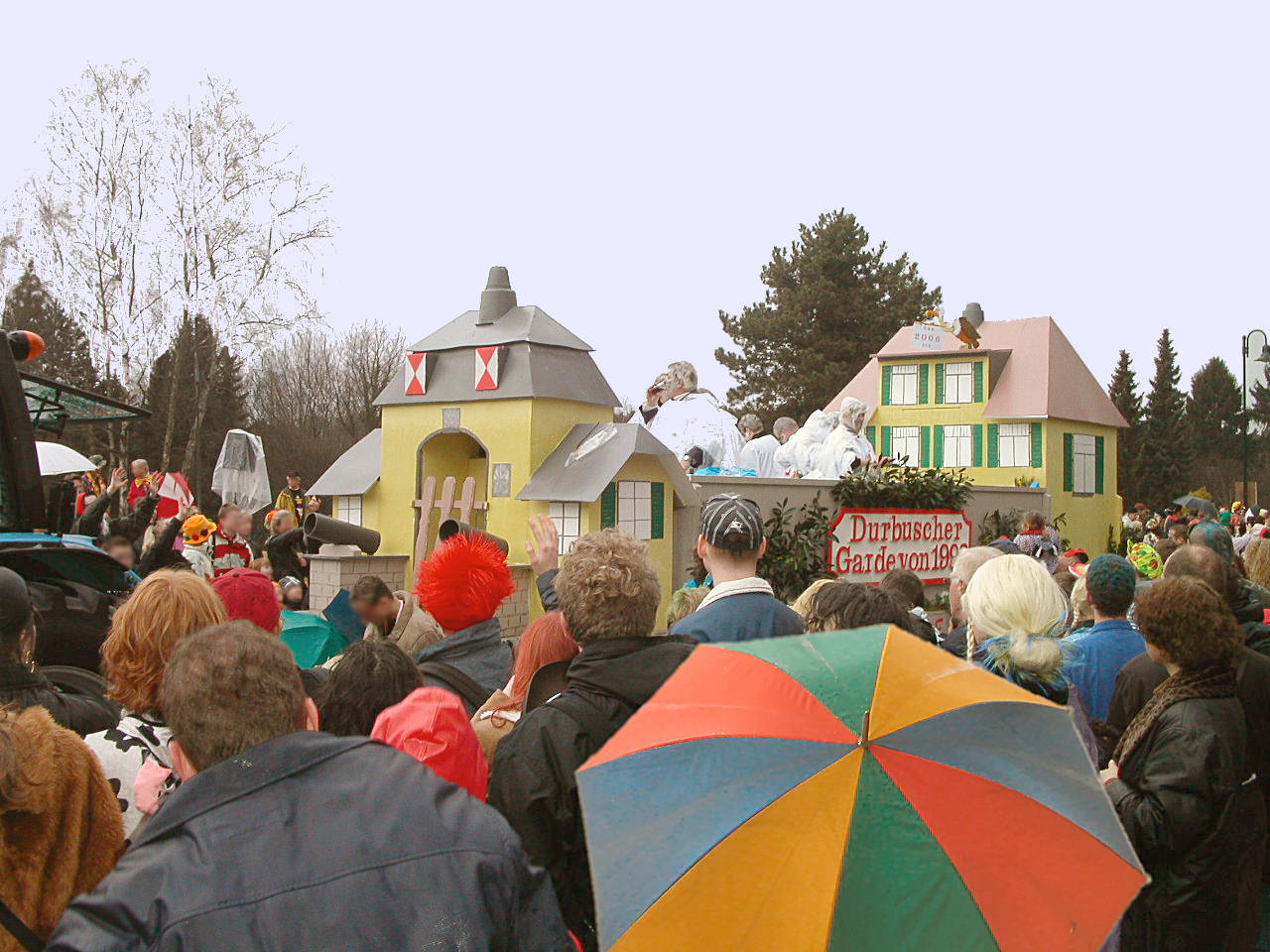
Schloss Eulenbroich als Motiv im Karnevalszug

Nicht zuletzt aufgrund der unmittelbaren Nachbarschaft zur närrischen, rheinischen Karnevalshochburg Köln, kommt es in Rösrath während der fünften Jahreszeit zu zahlreichen karnevalistischen Aktivitäten. Auch in Rösrath gibt es einen Rosenmontagszug. Am Karnevalssonntag finden zudem närrische Umzüge in Hoffnungsthal und Forsbach statt. Die Urzelle des Rösrather Karnevals liegt im Ortsteil Forsbach. 1913 präsentierte sich Prinz  Gustav I. seinem närrischen Volk im ersten Forsbacher Karnevalszug.

## Wirtschaft und Infrastruktur

### Verkehr
Rösrath gehört zum Tarifgebiet des Verkehrsverbundes Rhein-Sieg (VRS).

#### Individualverkehr
In Rösrath waren am 1. Januar 2018 20.263 Kraftfahrzeuge zugelassen, davon 17.435 Pkw.
Im Ortsteil Scharrenbroich gibt es eine Anbindung an die Bundesautobahn 3. Die Besonderheit liegt in der einseitig ausgerichteten Auf- und Abfahrt, die den Verkehr nach und von Köln aufnehmen.
Die Deutsche Alleenstraße führt im 10. Abschnitt durch Rösrath und verbindet die Allee zwischen Lohmar-Donrath und Rösrath-Rambrücken mit der nächsten Allee vor Kürten-Spitze.
Der Flughafen Köln/Bonn liegt etwa fünf Kilometer weiter westlich.

#### Schienenverkehr

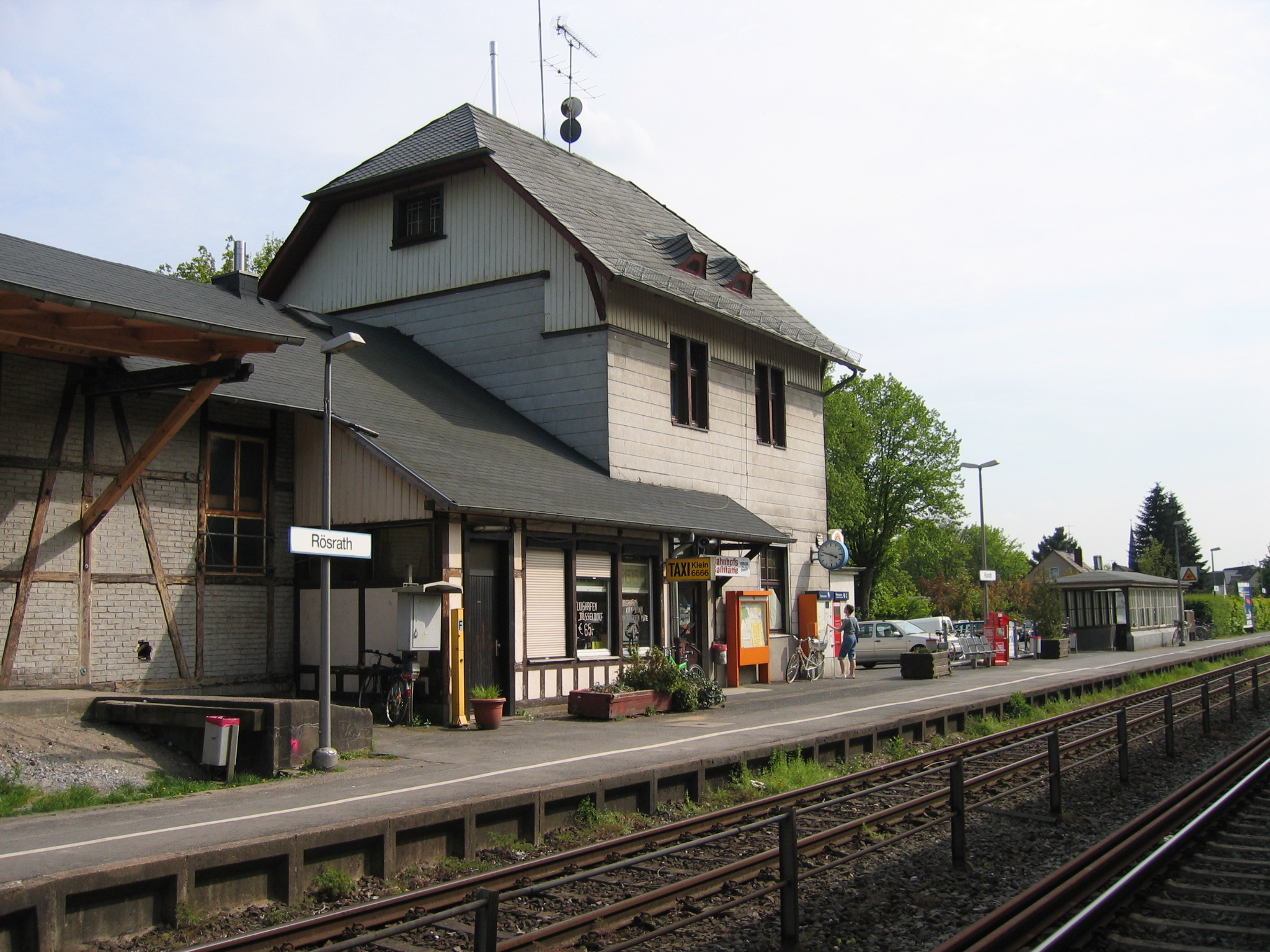
Der Bahnhof Rösrath

Rösrath liegt an der Kursbuchstrecke 459, welche von der RB 25 (Oberbergische Bahn) bedient wird. Die Strecke verbindet Köln über Overath, Gummersbach und Meinerzhagen mit Lüdenscheid. Eine Bahnfahrt vom Kölner Hauptbahnhof bis zum Bahnhof Rösrath dauert etwa 20 Minuten. In der Nähe befindet sich ein Park-and-ride-Parkplatz. Dieser ist auch am westlich gelegenen Haltepunkt in Rösrath-Stümpen vorhanden.
Die Teilstrecke Köln-Kalk–Overath wurde im Jahre 1910 eröffnet. Ab Overath folgen die Züge einem Teil der Bahnstrecke Siegburg–Olpe.
Die stillgelegte Bahnstrecke Köln-Mülheim–Lindlar (im Volksmund: Sülztalbahn) ist heute noch deutlich erkennbar, so zum Beispiel an der alten Bahntrasse von Bensberg durch den Königsforst nach Rösrath. Diese wird heute als Rad- und Wanderweg genutzt. Der Abschnitt zwischen Rösrath und Hoffnungsthal ist erhalten geblieben und wird weiter von der RB 25 befahren. Im weiteren Verlauf wurde die Strecke zwischen Hoffnungsthal und Untereschbach überwiegend als Straßenplanum verwendet.

#### ÖPNV
- Linie 422: Rösrath – Hoffnungsthal – Unterste Sülz – Immekeppel (Haus Thal)
- Linie 423: Flughafen Köln/Bonn – Köln-Königsforst – Rösrath – Bensberg (U-Bahn). Weiter als Linie 400 nach Bergisch Gladbach.[11]
- Linie 441: Hoffnungsthal – Durbusch – Hoffnungsthal
- Linie 556: Siegburg – Lohmar – Donrath – Rambrücken – Rösrath

Im Linienbedarfsverkehr kann ein Anrufsammeltaxi (AST-Verkehr, Linie 481) telefonisch 30 Minuten vor der Fahrt angefordert werden. Die Linien 422 und 441 verkehren überwiegend (Linie 422 nur am Sonntag) als Taxibus.
Im Schülerverkehr verkehren zu und von den Schulzentren fünf weitere Linien („Schulbusse“), die auch von anderen Fahrgästen genutzt werden können.

### Ansässige Unternehmen
Im Ortsteil Kleineichen sind zwei Möbelhäuser ansässig, von denen eines bis 2010 als „Rösrather Möbelzentrum“ firmierte und seit dem Betriebsübergang von Höffner geführt wird.
Eines der ältesten aktiven Rösrather Unternehmen ist die Brennerei Hoffer Alter im Ortsteil Hofferhof. Sie wurde 1880 gegründet und ist seitdem im Familienbesitz.

### Bildung

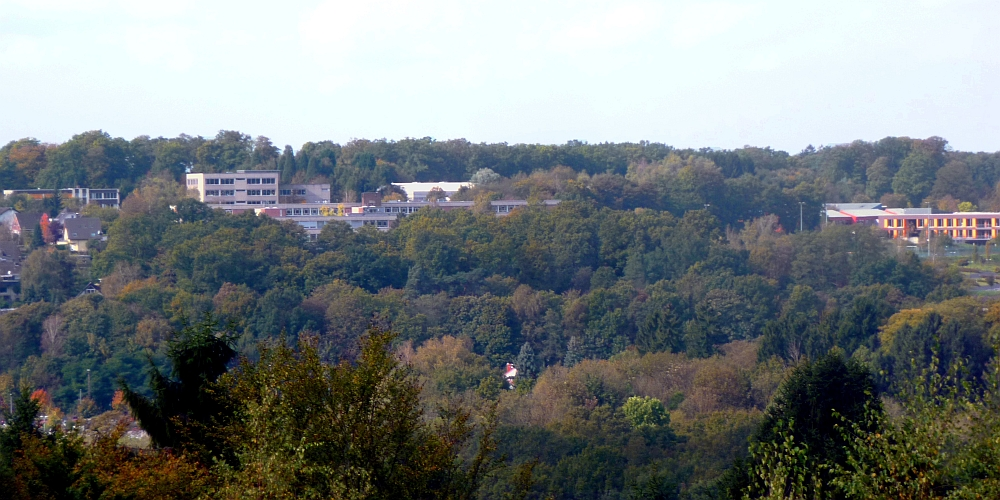
Schulzentrum Rösrath

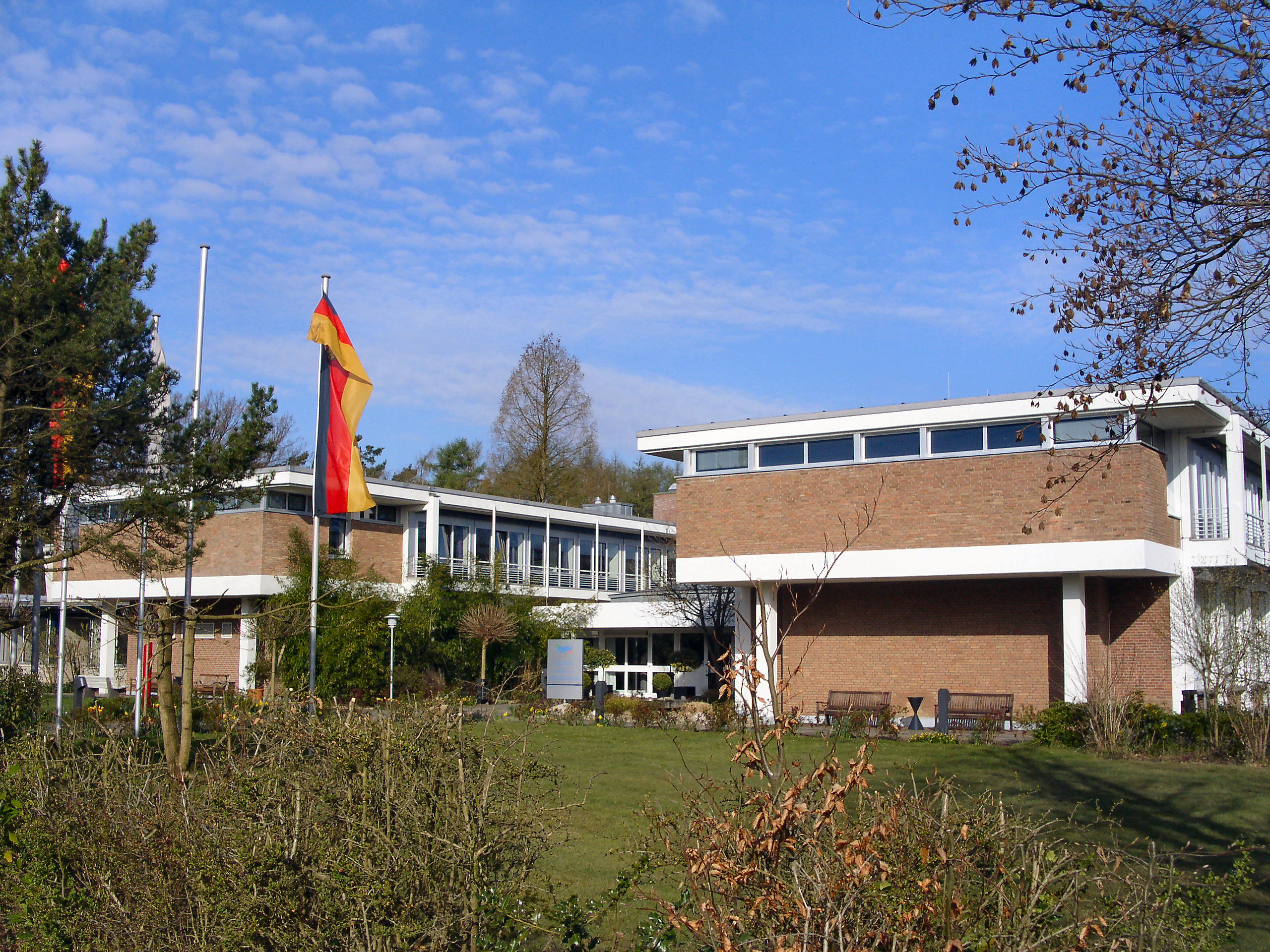
Rheinisch-Westfälische Genossenschaftsakademie in Forsbach

In Rösrath gibt es neben drei Gemeinschaftsgrundschulen (in den Stadtteilen Forsbach, Hoffnungsthal und Rösrath) auch eine katholische Grundschule (im Stadtteil Rösrath). Im Freiherr-vom-Stein-Schulzentrum Rösrath sind eine Realschule und das Gymnasium Rösrath zusammengefasst. Bis 2018 war auch eine Hauptschule Teil des Schulzentrums, die aufgrund rückläufiger Schülerzahlen jedoch aufgelöst worden ist. Direkt am Schulzentrum befinden sich zwei Sportplätze und drei Turnhallen. Durch einen Zweckverband der Nachbarstädte Rösrath und Overath werden die Bildungsangebote einer Volkshochschule, einer Musikschule sowie einer Sonderschule für Lernbehinderte ermöglicht. Die Martin-Luther-King-Schule (Schule für Erziehungshilfe des Rheinisch-Bergischen Kreises) ist in einem Teilbereich von Haus Venauen untergebracht. Von regionaler Bedeutung ist die Rheinische Förderschule Rösrath (Förderschwerpunkt körperliche und motorische Entwicklung).
Überregional bekannt ist die Rheinisch-Westfälische Genossenschaftsakademie in Forsbach, eine Fortbildungsstätte für Bankfachleute.
Die Stadtbücherei Rösrath mit ihrer Hauptstelle im Zentrum von Rösrath hat einen Medienbestand von insgesamt ca. 30.000 Medien (Stand 2011). Eine Zweigstelle ist in der Forsbacher Grundschule untergebracht. Der Geschichtsverein Rösrath unterhält im Torhaus von Schloss Eulenbroich eine Präsenzbibliothek. Zwei kleinere katholische öffentliche Büchereien befinden sich in Rösrath-Zentrum und in Hoffnungsthal. Eine ehemalige Telefonzelle wird in Hoffnungsthal neben dem Bürgerforum am Rathaus als öffentlicher Bücherschrank genutzt.

### Sport
Die Sportvereine bieten ein umfassendes Breitensportprogramm in allen Stadtteilen an. Herausragende Bedeutung haben die Kunstturnerinnen des TV Hoffnungsthal und die Handballabteilung des TV Forsbach. Bei der Deutschen Kegelmeisterschaft 2009 gelang der „Sport-Kegler-Gemeinschaft 65“ ein Hattrick. Im Wettbewerb der Herren B (Mannschaftswettbewerb, Altersgruppe ab 60) belegten die Sportkegler zum dritten Mal hintereinander den ersten Platz.
In der Saison 2013/14 starteten der TV Hoffnungsthal und der SV Union Rösrath im Herrenfußball mit einer gemeinsamen Mannschaft in der Kreisliga A.
- TV Forsbach 1914 e. V. (Tennis 1. Herren, aktuell 1. Bezirksliga)
- TV Hoffnungsthal 07 e. V. (Saison 2009/2010: Kunstturnen Damen Altersklasse 12 und älter: Bundesliga; Die Turnerinnen wurden 2004 Deutscher Vizemannschaftsmeister.)
- SV Union Rösrath 1924 e. V. (Spielzeit 2010/2011: Handball Damen Verbandsliga)
- Sport-Kegler-Gemeinschaft 65 (Deutscher Meister 2009, Herren B, Mannschaftswettbewerb, Altersgruppe ab 60)

Rösrath liegt an der Strecke des Radrennens Rund um Köln. Auf den Hoffnungsthaler Höhen steht für die Radprofis planmäßig eine Berg- bzw. Sprintwertung an.

## Persönlichkeiten

### Ehrenbürger
- 1997, 7. März: Karlheinz Krakau (1928–2018), Bürgermeister von Mai 1975 bis September 1989
- 1997, 7. März: Erwin Schiffbauer (1923–2012), Bürgermeister von Januar 1955 bis April 1963 und von November 1964 bis Februar 1972, Gemeindedirektor von 1972 bis 1984
- 2011, 30. September: Mary Bauermeister (1934–2023), Fluxus-Künstlerin, Malerin und Bildhauerin, wohnte in Forsbach
- 2011, 30. September: Dieter Happ (1940–2018), Bürgermeister von Oktober 1989 bis November 2008
- 2011, 30. September: Freya Roswitha Steinkühler (1935–2013), Unternehmerin
- 2024, 21. September: Ingrid Ittel-Fernau, geehrt für ihr Engagement im Kulturbereich und über die Grenzen Rösraths hinaus bekannt durch ihre Auftritte als Kleinkunstduo mit Monika Kampmann[14]
- 2024, 21. September: Monika Kampmann, sie tritt seit den 1970er-Jahren als Liedermacherin auf, engagiert sich für die Kölner Mundart und ist bekannt durch ihre Auftritte als Kleinkunstduo mit Ingrid Ittel-Fernau.[14]
- 2024, 21. September: Willy Ketzer, als Jazz-Schlagzeuger und Bandleader ist er auf internationalem Parkett unterwegs und hat mit zahlreichen Größen der Musikszene zusammengearbeitet.[14]
- 2024, 21. September: Jürgen Rembold, mit der von ihm gegründeten „Dr. Jürgen Rembold Stiftung zur Förderung des bürgerschaftlichen Engagements“ unterstützt er seit 2011 gemeinwohlorientiertes Handeln.[14]

### In Rösrath geboren
- Gustavus A. Finkelnburg (1873–1908), US-amerikanischer Jurist und Politiker
- Albert Siebenmorgen (1894–1978), Fotograf und Maler des Bergischen Landes
- Lothar Heimbach (1908–1968), Polizist, SS-Hauptsturmführer, im Ortsteil Hoffnungsthal geboren
- Monika Hendricks (1947–2012), Betriebsrätin
- Holger Müller (1947–2019), Landtagsabgeordneter für Rösrath und Bergisch Gladbach
- Elfi Scho-Antwerpes (* 1952), Politikerin (SPD) und Bürgermeisterin der Stadt Köln

### Mit Rösrath verbunden
- Josef Partykiewicz (1914–2003), Karikaturist
- Peter René Körner (1921–1989), Schauspieler und Sänger, wohnte in Rösrath.
- Philomena Franz (1922–2022), deutsche Sintiza, Auschwitz-Überlebende und Autorin, wohnte in Rösrath.
- Jonny Buchardt (1925–2001), Schauspieler, Komiker und Conférencier, wohnte in Forsbach.
- Karl Otto Conrady (1926–2020), Literaturhistoriker, wohnte 1969–2009 in Rösrath.
- Alfred Neven DuMont (1927–2015), Zeitungsverleger und -Herausgeber, wohnte in Forsbach.
- Egon Hoegen (1928–2018), Sprecher der Sendung „Der 7. Sinn“, wohnte seit 1976 in Rösrath und starb dort.
- Chris Howland (1928–2013), Entertainer, wohnte in Rösrath.
- Martin Gimm (* 1930), Sinologe, wohnt seit 1972 in Forsbach.
- Reinhold Neven DuMont (* 1936), Verleger, wohnt in Forsbach
- Halina Herrmann (* 1938), polnisch-deutsche Leichtathletin und Olympiasiegerin, wohnt seit 1970 in Rösrath.
- Wolfgang Bochow (1944–2017), Europameister im Badminton-Herreneinzel 1972, wohnte in Rösrath.
- Gert Monheim (* 1944), Dokumentarfilmer und Investigativjournalist, wohnt in Rösrath.
- Monika Kampmann (* 1946), Liedermacherin, wohnt in Rösrath.
- Babrak Wassa (* 1947), geboren in Afghanistan, Komponist der ab 2006 neuen afghanischen Nationalhymne, wohnt in Forsbach.
- Rainer Brüninghaus (* 1949), deutscher Jazzpianist und Komponist, wohnt seit 1976 in Rösrath.
- Matthias Buth (* 1951), Jurist, Dichter und Schriftsteller, wohnt in Hoffnungsthal.
- Hans Lüdemann (* 1961), deutscher Jazzpianist, wohnt in Rösrath.
- Anke Engelke (* 1965), Komikerin, Schauspielerin und Moderatorin, machte 1984 an der Freiherr-vom-Stein-Schule in Rösrath ihr Abitur, wurde bekannt mit dem Schulchor „Die Sonntagskinder“.
- Carsten Mell (* 1974), Illustrator und Comiczeichner, wohnt in Rösrath.

## Sonstiges
Am 12. Juni 1900 um 14:00 Uhr schlug ein Steinmeteorit in Forsbach ein (240 g, Typ: H6 Chondrit, Mineral: Olivin), der nach seinem Fundort benannt wurde.